# Erica Green
Erica Lynn Green Groenewald (nascida em 25 de setembro de 1970) é uma ex-ciclista sul-africana, que foi especialista tanto em provas de mountain bike quanto na estrada.
Representou seu país nos Jogos Olímpicos de Atlanta 1996 na prova individual do ciclismo de estrada e no mountain bike em cross-country nos Jogos Olímpicos de Sydney 2000.